# 나라현
나라현(일본어: 奈良県 나라켄[*])은 일본 긴키 지방의 내륙에 있는 현이며, 현청 소재지는 나라시(奈良市)이다.
기이반도 내륙의 과거 율령국인 야마토국의 영역을 차지하여 북서쪽 분지 부분을 제외하고 험한 산들이 솟아 있으며, 인구의 편차가 크다. 도시 면적은 전국에서 8번째로 가장 좁다.

## 역사

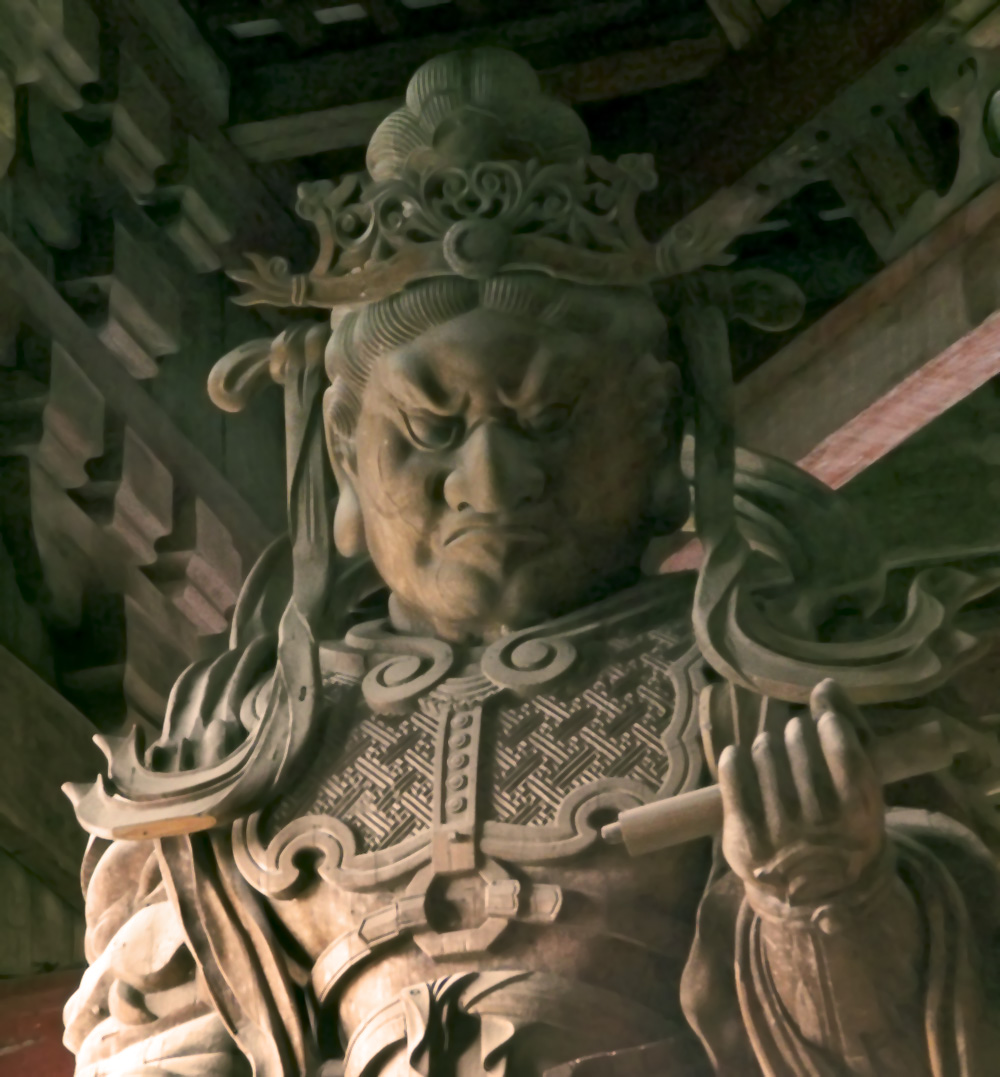
도다이지의 조각상

현재의 나라현은 1887년에 오사카부로부터 독립해 탄생했다. 역사적으로 나라현은 야마토국으로 알려져 있었다.

### 나라 시대까지
비록 기록은 남아있지 않지만 나라 분지의 동쪽 미와산 기슭에 어떤 정치적 집단이 성립되었고 3세기부터 4세기까지 일본의 대부분 지역을 통합하려고 하였다. 일본의 역사가 시작될 무렵에 야마토는 일본의 확실한 정치적 중심지였다.
일본의 고대 수도는 아스카, 후지와라쿄(694년~710년), 헤이조쿄(710년~784년)라는 이름으로 나라 지역에 세워졌다. 후지와라쿄와 헤이조쿄는 당시 중국의 수도였던 장안을 모방해 격자형 구조로 만들어졌다. 황실은 또한 수나라, 당나라의 선진 문물을 수용하기 위해 학생들을 보냈다. 7세기까지 나라는 한반도의 통일 과정에서 발생한 백제의 많은 피난민들을 수용하였다. 불교는 황실의 보호 속에 오늘날의 나라시에서 번창하였다.

### 헤이안 시대의 나라

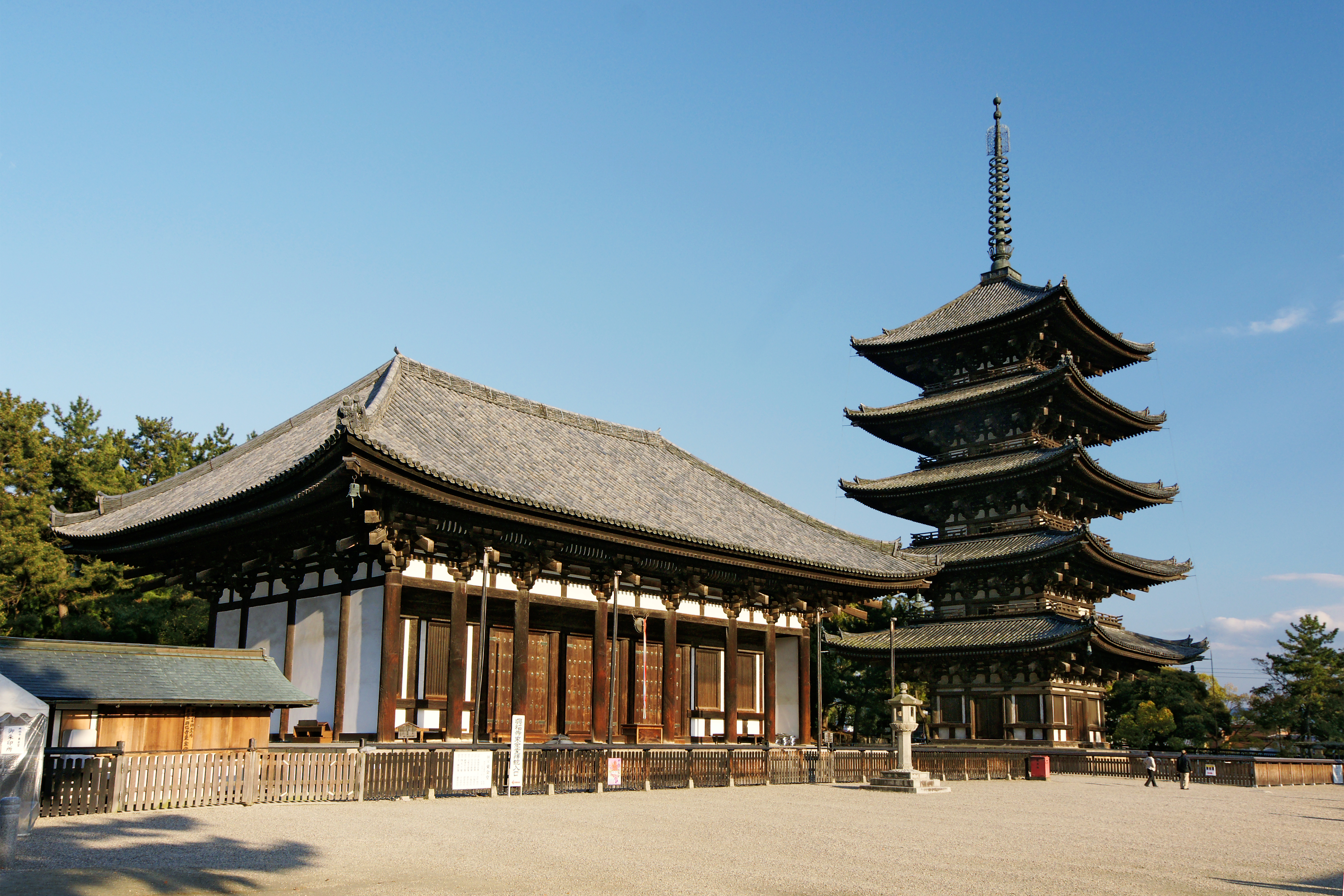
고후쿠지

784년에 간무 천황은 수도를 야마시로국의 나가오카쿄로 이전하기로 결정하였고 794년에는 또다시 헤이안쿄로 이전해 헤이안 시대가 시작되었다. 나라의 사원들은 정치적인 수도를 옮긴 후에도 강력한 힘을 유지하였고 이 때문에 나라는 헤이조쿄의 남쪽의 수도라는 뜻으로 난토(南都)로 불렸다. 헤이안 시대 말기에 다이라노 기요모리의 아들 다이라노 시게히라는 아버지의 명령으로 반대편 세력인 모치히토 왕의 지원을 받는 고후쿠지와 도다이지를 제압하라는 명령을 받았다. 1180년에 다이라 씨와 나라의 사원들 간의 충돌로 결국 고후쿠지와 도다이지는 불탔고 많은 건축물들이 손실되었다.

### 중세 시대의 나라

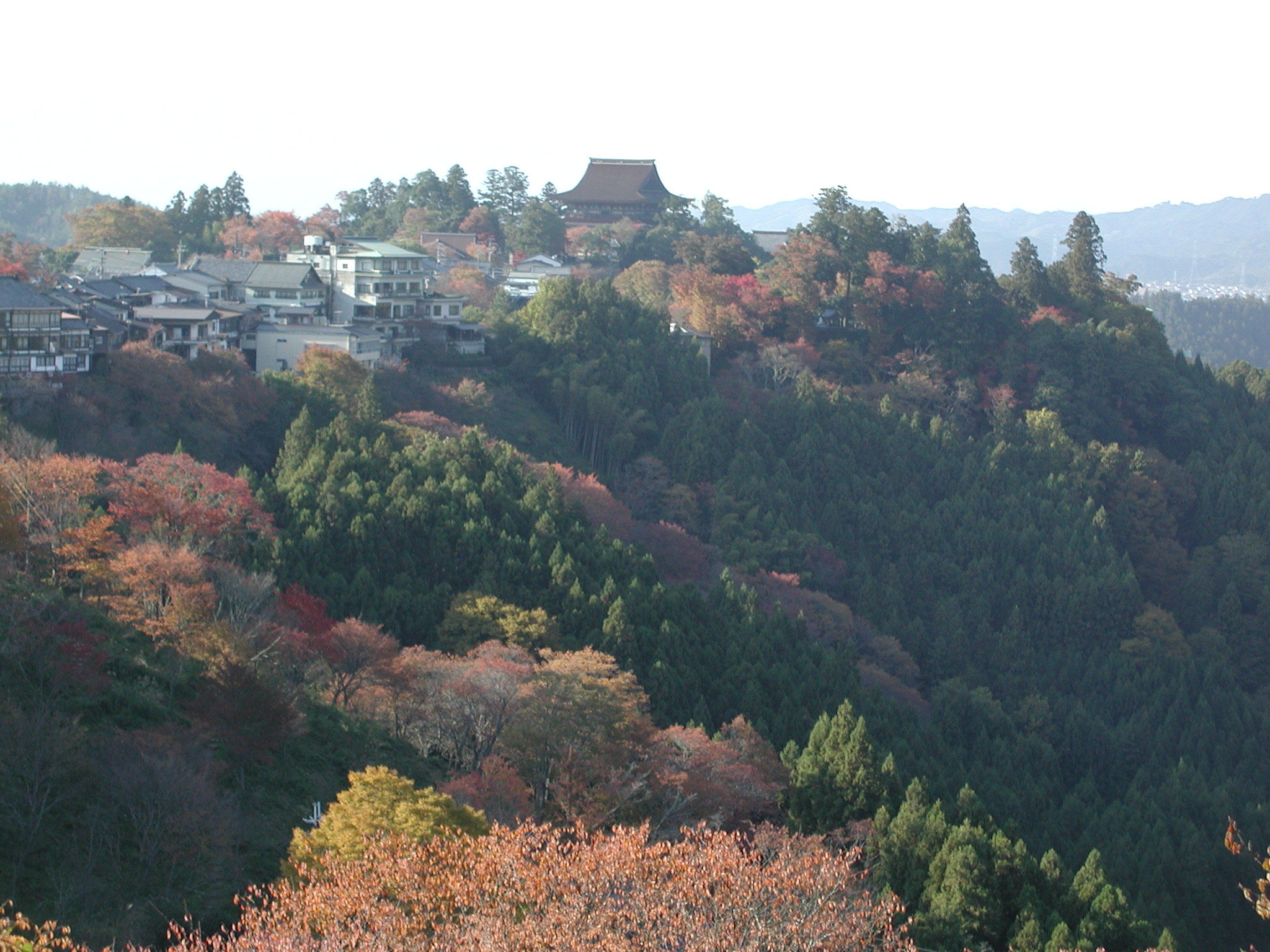
요시노의 단풍

미나모토 씨의 발흥과 가마쿠라 막부의 설립으로 나라는 미나모토노 요리토모의 복구 지원을 받았다. 고후쿠지는 후지와라씨에 의해 설립된 이래 이전의 힘을 회복했을 뿐만 아니라 사실상 야마토국의 지역 우두머리가 되었다. 고후쿠지와 도다이지의 회복으로 주변의 마을들이 성장하게 되었다.
1336년에 난보쿠초 시대가 시작되면서 나라는 더욱 불안정해졌다. 고다이고 천황은 근거지를 요시노로 정하고 고후쿠지를 비롯한 남쪽의 지원 세력과 함께 북조에 저항하였다. 마찬가지로 지역의 씨족들도 두 파로 갈라졌다. 고후쿠지는 1392년에 남조가 항복하면서 잠시 지역에 대한 세력권을 회복하였으나 절 내부의 권력 다툼은 지역 사무라이 일족의 발흥과 상호간의 전투를 가져왔고 점차 각자의 영토를 획득하면서 고후쿠지의 전체적인 영향력은 감소하였다.

### 근세 이후의 나라

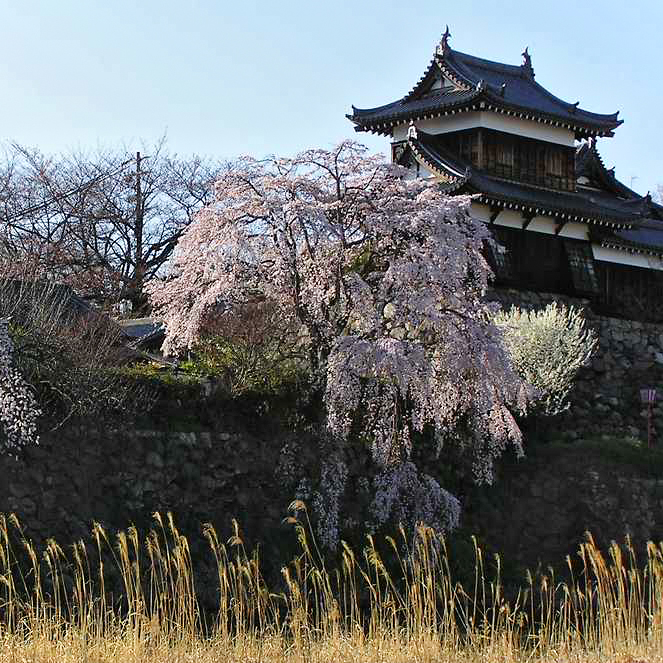
고리야마성

야마토국 지역 전체는 센고쿠 시대 이후 혼란에 빠져들었다. 도다이지는 이후 오다 노부나가에 의해 야마토국의 통치자로 임명되어 예전 주군이었던 미요시씨에 대항해 싸우던 마쓰나가 히사히데 때인 1567년에 다시 불탔다. 이후 잠시 도요토미 히데요시에 의해 쓰쓰이 준케이와 도요토미 히데나가가 임명되었고 에도 막부는 나라시를 직할령으로 삼았으며 야마토국의 대부분은 몇몇 영주들에 의해 통치되었다. 18세기에 산업과 상업의 발전으로 야마토 지역은 에도 시대의 상업 수도였던 오사카의 경제권에 편입되었다.
오사카에 대한 경제적 의존성은 오늘날까지 이어져 많은 주민들이 일과 학업을 위해 오사카로 통근 및 통학한다.

## 지리

### 지형

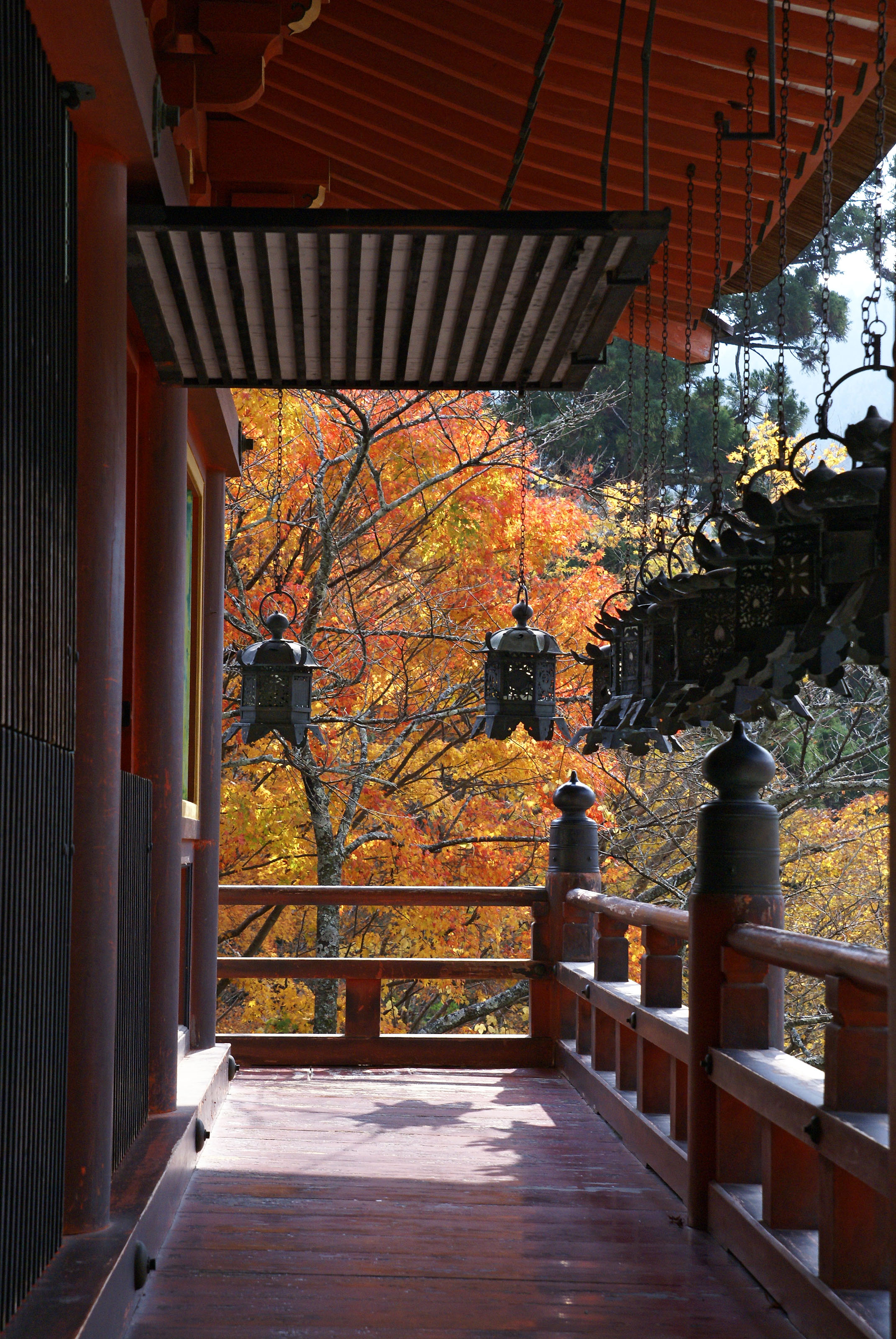
가을의 단잔 신사

나라현은 긴키 지방의 일부로 혼슈 서쪽의 기이반도 중앙의 내륙에 위치해 있다. 서쪽으로 와카야마현, 오사카부, 북쪽으로 교토부, 동쪽으로 미에현과 접한다. 나라현은 동서로 78.5km, 남북으로 103.6km에 걸쳐 있다.
현은 대부분이 산과 숲으로 있고 거주 가능 지역은 851km2에 불과해 47개 도도부현 중 가장 작다. 총 면적 중 거주 가능 지역의 비율은 23%로 도도부현 중 43위이다.
지질학적으로 나라현은 요시노강을 따라 현역을 동서로 가로지르는 중앙구조선에 의해 이등분된다. 구조선 북쪽에 있는 현 북서쪽의 이코마 산지는 오사카부와의 경계를 형성하고 동쪽에는 나라 분지가 펼쳐져 있어 나라현 인구의 대부분이 집중되어 있다. 더 동쪽의 가사기 산지는 야마토 고원과 분지를 분리한다. 구조선 남쪽에는 기이 산지가 있고 현 면적의 60%를 차지한다. 오미네 산맥은 기이 산지의 중심을 남북으로 통과하고 양쪽으로 가파른 계곡을 형성한다. 1915m로 나라현과 긴키 지방에서 가장 높은 산인 핫코산이 이 산맥에 있다. 나라현과 와카야마현을 분리하는 오바코 산맥은 1300m의 높이이다. 동쪽으로 다이코 산맥을 통해 미에현과 접하고 1695m의 오다이가하라산을 포함한다. 이 광대한 산지는 유네스코 세계유산으로 지정되어 기이 산지의 영지와 참배길로 등록되었다.

### 기후

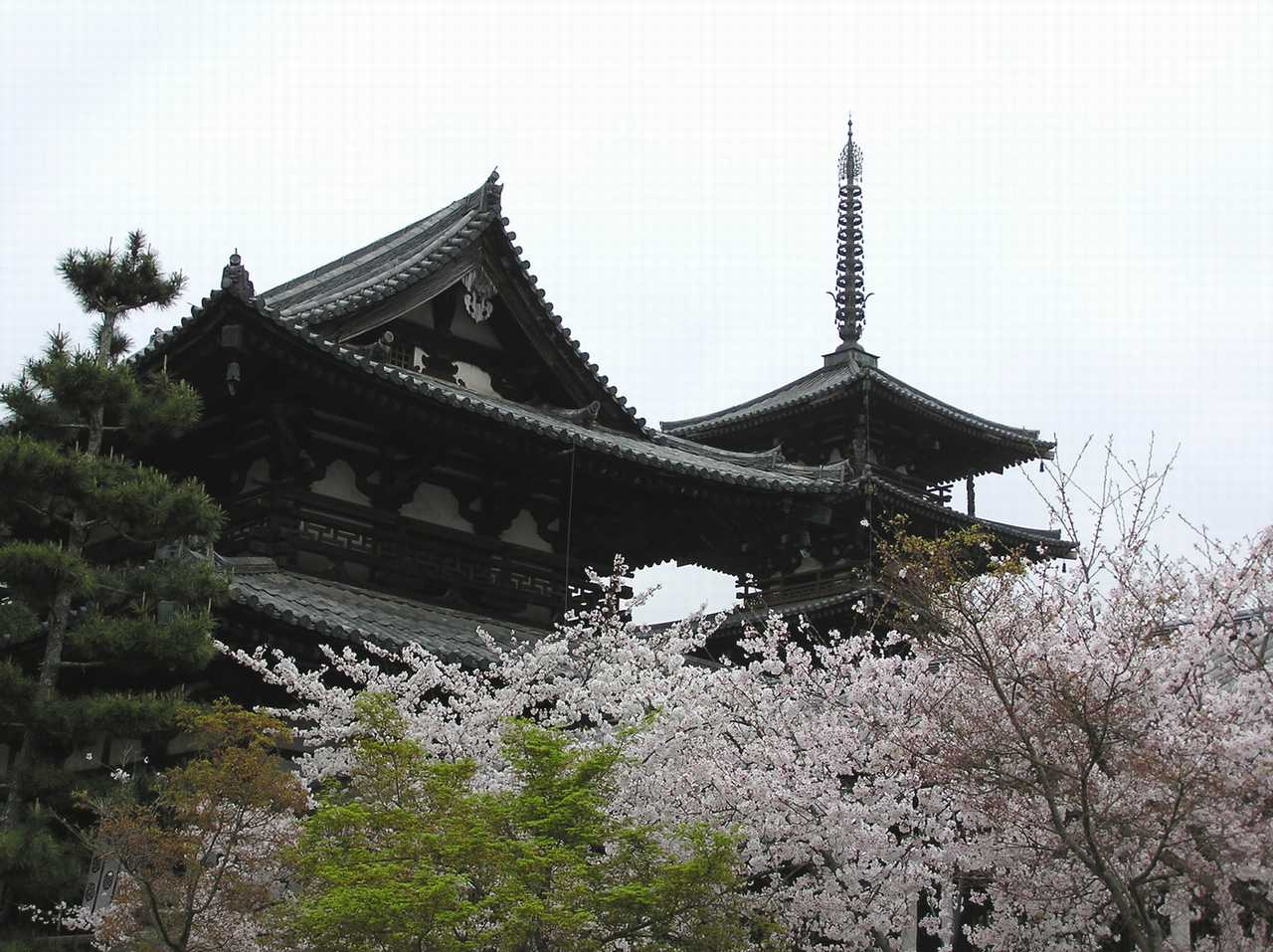
벚꽃이 만개한 호류지

나라현의 기후는 전반적으로 온화하고 북서쪽의 분지 지역과 현 나머지 산지 간의 중요한 차이가 있다.
분지 지역의 기후는 내륙 기후의 특성을 가지고 있어 일교차와 연교차가 크다. 겨울의 평균기온은 3~5 °C이고 여름의 평균기온은 25~28 °C이며 최고 35 °C까지 오른다. 나라 지역 기상청에 의하면 1990년부터 2007년까지 10일 이상의 강설 기록이 있다.
현의 나머지는 산지 기후로 특히 남쪽은 겨울에 최저 −5 °C까지 떨어진다. 여름에는 폭우가 온다. 연강수량은 3000~5000m로 일본에서 비가 많이 오는 곳 중 하나이다.
봄과 가을은 온화하고 아름답다. 요시노의 산지는 과거에도 현재에도 아름다운 벚꽃이 만개한 풍경으로 유명하다. 가을에 남쪽 산지의 참나무 색의 변화 또한 아름답다.

## 행정 구역

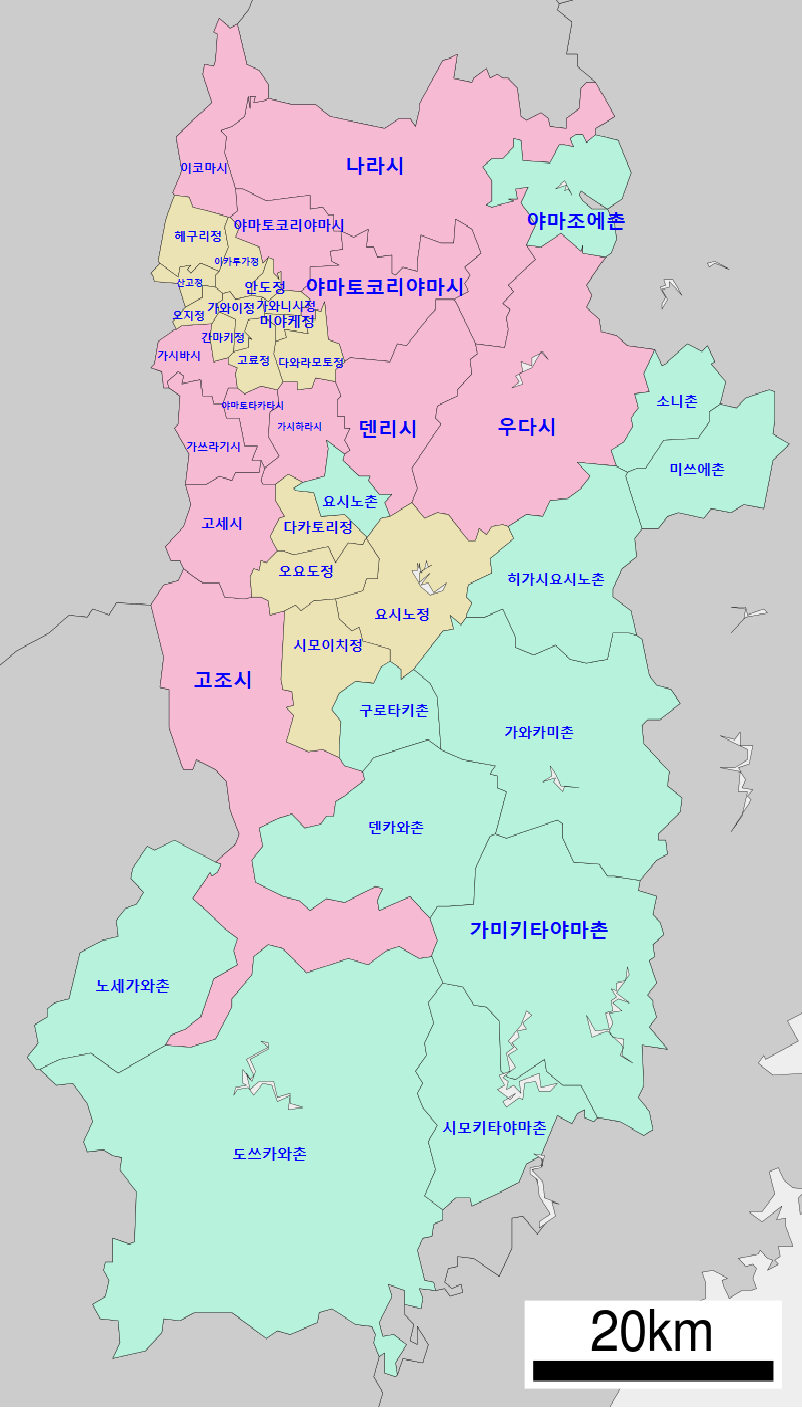
나라현의 지도

### 시 지역
- 나라시(奈良市) - 현청 소재지
- 야마토타카다시(大和高田市)
- 야마토코리야마시(大和郡山市)
- 덴리시(天理市)
- 가시하라시(橿原市)
- 사쿠라이시(桜井市)
- 고조시(五條市)
- 고세시(御所市)
- 이코마시(生駒市)
- 가시바시(香芝市)
- 가쓰라기시(葛城市)
- 우다시(宇陀市)

### 군 지역
- 기타카쓰라기군(北葛城郡)
  - 간마키정(上牧町), 오지정(王寺町), 고료정(広陵町), 가와이정(河合町)
- 야마베군(山辺郡)
  - 야마조에촌(山添村)
- 이코마군(生駒郡)
  - 헤구리정(平群町), 산고정(三郷町), 이카루가정(斑鳩町), 안도정(安堵町)
- 시키군(磯城郡)
  - 가와니시정(川西町), 미야케정(三宅町), 다와라모토정(田原本町)
- 우다군(宇陀郡)
  - 소니촌(曽爾村), 미쓰에촌(御杖村)
- 다카이치군(高市郡)
  - 다카토리정(高取町), 아스카촌(明日香村)
- 요시노군(吉野郡)
  - 요시노정(吉野町), 오요도정(大淀町), 시모이치정(下市町), 구로타키촌(黒滝村), 덴카와촌(天川村), 노세가와촌(野迫川村), 도쓰카와촌(十津川村), 시모키타야마촌(下北山村), 가미키타야마촌(上北山村), 가와카미촌(川上村), 히가시요시노촌(東吉野村)

## 인구
|                                            | |
| 나라현의 전국의 연령별 인구 분포（2005년） | 나라현의 연령·남녀별 인구 분포（2005년）                                                                               |
| ■자주색 ― 나라현 ■녹색 ― 일본전국          | ■파랑색 ― 남자 ■빨간색 ― 여자                                                                                          |
| · 나라현의 인구추이                        | |
| 일본 총무성 통계국 국세조사 결과           | |
|                                            | 기술적 문제로 인해 그래프를 일시적으로 사용할 수 없습니다. 파브리케이터와 미디어위키 위키에 더 자세한 정보가 있습니다. |

2005년 일본 인구 조사에 따르면 나라현의 인구는 1,421,310명으로 2000년에 비해 1.5% 감소하였다.
인구 감소는 2006년에도 계속되어 2005년에 비해 4,987명이 줄어들었다. 이것은 자연 감소 288명(출생 11,404명, 사망 11,692명)과 4,627명의 다른 현으로의 전출, 등록된 외국인 수의 72명 감소를 포함한다. 다른 현으로의 전출 경향은 1988년 이래 계속되고 있다. 2005년에 가장 많은 전출지는 교토부와 도쿄도, 효고현이었고 가장 큰 전입지는 니가타현이었다. 15세 이하 인구는 13.7%, 15~64세는 65.9%, 65세 이상은 20.4%였다. 여성 인구는 약 52.5%를 차지하였다.
2004년에 현의 평균 인구 밀도는 km2당 387명이었다. 북서쪽의 야마토 내륙 평야는 나라 분지를 포함해 현 인구의 90%, 현 면적의 23%를 차지하고 인구 밀도는 km2당 1,531명이었다. 반면에 고조시와 요시노군은 합쳐서 현 면적의 64%를 차지하지만 현 인구의 6%만이 거주하며 인구 밀도는 km2당 39명이었다.
2000년에 나라현은 현외로의 통근 비율이 30.9%로 일본에서 가장 높았다. 이와 비슷한 경향을 사이타마현, 지바현, 가나가와현에서도 볼 수 있고 모두 현외 통근자 비율이 20%가 넘는다.

## 경제
2004년 나라현의 총 GDP는 3조 8천억 엔으로 예년에 비해 0.1% 성장하였다. 1인당 수입은 260만 엔으로 예년에 비해 1.3% 감소하였다. 제조업은 나라현 GDP의 가장 큰 부분으로 20.2%를 차지하고 서비스업(19.1%), 부동산(16.3%)이 뒤를 잇는다. 농업, 임업, 어업은 합쳐서 단지 1% 밖에 되지 않는다.
관광업은 자연의 아름다움과 역사적인 중요성 때문에 나라현 정부에 의해 중요한 산업 중 하나로 간주된다. 나라현은 감, 딸기, 차 산지로 유명하고 그밖에 쌀, 야채, 시금치, 토마토, 가지 등을 생산한다. 나라는 전통 일본 예술 공연에 사용되는 악기 생산의 중심지일 뿐만 아니라 서예에 사용되는 나라의 붓과 먹은 최고의 품질로 여겨진다. 다카야마 지역의 목공품과 죽세공품은 특히 유명하며 일본 다도에 사용된다.
야마토코리야마시의 금붕어는 18세기 이래 전통적인 양식 어종이었다. 풍부한 역사 덕분에 나라는 아스카촌을 포함한 많은 고고학 유적지가 있다.
1960년대 이후에는 오사카시의 교외로서 주택 개발이 촉진되고 있다.

## 교통

### 철도
- 서일본 여객철도
  - 야마토지선(간사이 본선)
  - 사쿠라이선
  - 와카야마선

- 긴키 닛폰 철도
  - 나라선
  - 오사카선
  - 게이한나선
  - 이코마코사쿠선
  - 이코마선
  - 교토선
  - 가시하라선
  - 다와라모토선
  - 요시노선
  - 고세선

### 도로
- 니시메이한 자동차도(일본어판)

#### 고속 대체 국도
- 메이한 국도(일본어판) (일반 국도 제25호선 자동차 전용 우회 도로. 무료)

#### 일반 국도 자동차 전용 도로
- 게이나와 자동차도(일본어판) (일반 국도 제24호선 우회 도로이며, 나라현 및 와카야마현 지역은 무료)
- 미나미한나 도로(일본어판) (일반 국도 제166호선 우회 도로이며, 나라현 및 와카야마현 지역은 무료)
- 제2한나 유료 도로(일본어판) (일반 국도 제308호선 우회 도로이며, 나라현 및 와카야마현 지역은 무료)

#### 일반 국도 (기타)
- 국도 제24호선
- 국도 제25호선
- 국도 제163호선 (일본)(일본어판)
- 국도 제165호선 (일본)(일본어판)
- 국도 제166호선 (일본)(일본어판)
- 국도 제168호선
- 국도 제169호선
- 국도 제308호선 (일본)(일본어판)
- 국도 제309호선 (일본)(일본어판)
- 국도 제310호선 (일본)(일본어판)
- 국도 제311호선 (일본)(일본어판)
- 국도 제368호선 (일본)(일본어판)
- 국도 제369호선 (일본)(일본어판)
- 국도 제370호선 (일본)(일본어판)
- 국도 제371호선 (일본)(일본어판)
- 국도 제422호선 (일본)(일본어판)
- 국도 제425호선 (일본)(일본어판)

#### 현도
- 나라현도 제1호선
- 그 외의 나머지 노선들은 ja:奈良県の県道一覧 문서 참조

## 관광
나라현에는 많은 신사와 불교 사원, 고분이 존재하며 관광의 중심지이다. 또한 나라시에 있는 도다이지, 가스가타이샤와 같은 많은 세계 유산이 있다.

### 세계 유산
- 호류지 지역의 불교건조물
  - 호류지(法隆寺)
  - 호키지(法起寺)

- 고도 나라의 문화재
  - 도다이지(東大寺)
  - 고후쿠지(興福寺)
  - 가스가타이샤(春日大社)
  - 간고지(元興寺)
  - 야쿠시지(薬師寺)
  - 도쇼다이지(唐招提寺)
  - 헤이조 궁(平城宮跡)
  - 쇼소인(正倉院)[폐지됨]

- 기이 산지의 영지와 참배길

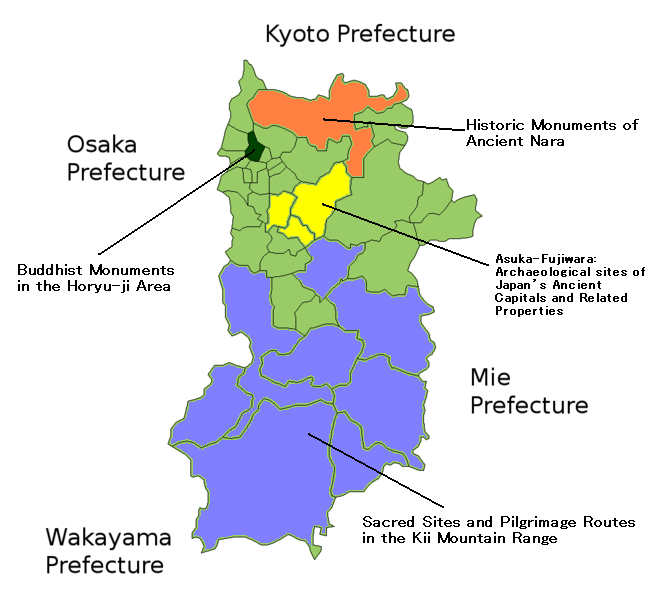
나라의 세계 유산

  - 요시노산 - 긴푸센지, 요시노 미쿠마리 신사, 긴푸 신사, 요시미즈 신사
  - 오미네산 - 오미네산지

## 같이 보기
- 간사이 문화학술연구도시